# 杜克 (密蘇里州)
杜克（英語：Duke）是位於美國密蘇里州費爾普斯縣的非建制地區。

## 歷史
杜克的郵局自1906年營運至今。

## 地理
杜克所處的海拔為高於海平面341米（即1119英呎），而該地所採用的時區為UTC-6，即北美中部時區（CST）。同時該地設有夏令時間，為UTC-6調快一小時，即UTC-5（CDT）。